# بیمارستان شتر دبی
بیمارستان شتر دبی یک بیمارستان در امارات متحده عربی است که در Al Marmum, Al Ain Rd, Dubai واقع شده‌است.